# Wanship
Wanship (en anglais [ˈwɑːnʃɪp]) est une census-designated place située dans le comté de Summit, dans l’État de l’Utah, aux États-Unis. Sa population s’élevait à 400 habitants lors du recensement de 2010. 